# Ratpenat de Maximilià
El ratpenat de Maximilià  (Centronycteris maximiliani) és una espècie de ratpenat tropical de la família dels embal·lonúrids, que es troba a part de Sud-amèrica. En anglès és conegut com a Shaggy Bat (Ratpenat hirsut), degut al seu pèl hirsut. És una de les dues espècies del gènere Centronycteris, juntament amb l'espècie Centronycteris centralis, que fins a l'any 1998 va ser considera com una subespècie.
Rebé el seu nom en honor del príncep alemany Maximilian zu Wied-Neuwied.

## Característiques
La cua amb forma d'esperó s'assembla a una bola de pelussa. La longitud cap i del cos varia entre 41 i 57 mm, la de la cua oscil·la entre 20 i 32 mm i té un pes d'entre 4,5 i 6 grams. La longitud de les extremitats inferiors és d'entre 7 i 9 mm, mentre que la de l'avantbraç fa entre 41,5 i 49 mm. La longitud de les orelles va de 17 a 19 mm. La part superior del seu pelatge, format per pèls llargs i llanosos, és de color marró fumat amb un tint entre groguenc i ataronjat. El cap, incloent el nas i la barbeta, també té pèls llanuts. A la base de la membrana de la cua s'estén un borrissol corporal vermellós. A les orelles hi sobresurten, pel costat intern, unes crestes paral·leles. Li manca l'uropatagi.

## Distribució i hàbitat
Habita en boscos tropicals primaris i secundaris, des del nord-est del Perú fins al Brasil, a Colòmbia, a la Guaiana Francesa, Guyana, Surinam i al sud de Veneçuela.

## Ecologia
El ratpenat de Maximilià s'alimenta d'insectes, que són caçats en ple vol. Mentre cerca aliment, fet que es produeix a la tarda i la nit, va volant amb un aleteig lent. Durant el dia dorm en forats als troncs dels arbres.

## Estat de conservació
La UICN classifica aquesta espècie dins la categoria de Risc mínim. Tanmateix, una amenaça potencial és la desforestació.